# Quint Muci Escèvola (cònsol 95 aC)
Quint Muci Escèvola (en llatí: Quintus Mucius Scaevola) va ser un jurista i magistrat romà fill del jurista Publi Muci Escèvola. Va viure al segle ii aC, i formava part de la gens Múcia.
Va ser tribú de la plebs el 106 aC, l'any que va néixer Ciceró, edil curul el 104 aC i cònsol el 95 aC junt amb Luci Licini Cras. En el seu període es va aprovar la lex Licinia Mucia de civibus regundis, una de les que van provocar la guerra social. L'any següent va ser procònsol a Àsia, província que va governar correctament i fins i tot els grecs d'Àsia van crear un festival (dies Mucia) per commemorar les seves virtuts. Després va ser nomenat pontífex màxim.
Va morir l'any 82 aC després de ser proscrit pel partit popular, cosa que indica que era partidari de Sul·la. Es va refugiar amb les vestals, però va ser assassinat en presència de les sacerdotesses i les estàtues de Vesta es van tacar de sang. Van tirar el seu cos al Tíber. L'assassí va ser Gai Flavi Fímbria, que després va morir a l'Àsia. Fímbria ja havia fet un intent de matar Muci Escèvola durant els funerals de Gai Mari l'any 86 aC, però només el va ferir, segons diu Valeri Màxim.
Ciceró el descriu com un orador eloqüent i un expert jurista. Dona referència d'un important cas en el qual es va oposar a Luci Licini Cras, el seu antic col·lega. Va ser el primer jurista que va tractar de forma científica el ius civile sobre el que va fer una obra de 18 llibres (Jus civile primus constituït generatim in libros decem et octo redigendo) molt utilitzat per juristes posteriors. Pomponi també diu que era obra seva el Liber Singularis, i un llibre de definicions, o potser uns escrits abreujats sobre lleis, del qual n'hi ha alguns fragments al Digest. Ciceró també el defineix com autoritat en Ius Pontificium. El principal col·laborador i abans deixeble de Muci Escèvola va ser Gai Aquil·li Gal, que va ser pretor juntament amb Ciceró. La Cautio Muciana (de la que deriva la moderna presumpció muciana, per la qual se suposaven donats pel marit els béns adquirits per la muller durant el matrimoni, del Codi Civil espanyol, derogada en els seus aspectes discriminatoris, i de la compilació catalana i codi de successions de Catalunya) és derivada d'aquest personatge.